# SG-43
Gorjunov SG-43 (rusky Станковый пулемет системы Горюнова, Stankovyj pulemjot sistemy Gorjunova) byl sovětský těžký kulomet zaváděný do služby během druhé světové války. Byl užíván i v další letech. Montován byl na kolové podvozky, trojnožky i obrněná vozidla.

## Vývoj

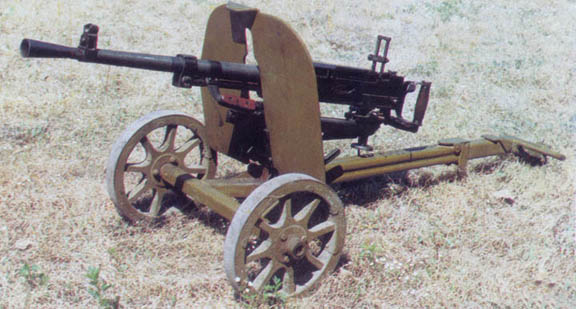
Čínská verze kulometu: Typ 53.

Koncem 20. let byly v SSSR vzneseny první požadavky na modernizaci či obměnu kulometu Maxim 1910. Jedním z konstruktérů, kteří se tímto problémem zabývali, byl Vasilij Děgťarjov, který sestrojil kulomet DS-39. Ten byl ovšem ve svých počátcích nespolehlivý, takže Sovětský svaz obnovil výrobu kulometu Maxim 1910. Na jeho podkladě zkonstruoval Petr Gorjunov kulomet SG-43, který byl přijat do výzbroje roku 1943.
Zbraň měla ocelový štít, který sice poskytoval částečnou ochranu, ale později bylo od něho upuštěno, protože kulomet byl příliš těžký. Jednoduchý mechanismus pracoval na principu odběru prachových plynů z hlavně. Chlazení vzduchem. Podstavec umožňoval použití i jako protiletadlového kulometu.
Po skončení druhé světové války byl kulomet dále modernizován a přejmenován na SGM ("M" pro modernizaci). Byl osazen protiprachovými kryty, jiným zámkem hlavně i jinou hlavní pro lepší chlazení. Licenčně byl vyráběn např. v Polsku, Číně (Typ 53), Maďarsku a od roku 1952 v Československu v brněnské Zbrojovce jako vz. 43. Byl užíván též pro použití v tanku - vznikla koaxiální bezpažbová varianta odpalovaná elektricky pomocí solenoidu pod označením SGMT („T“ jako Tankovij). V Československu byl lafetován v tancích T-54 a T-55.

## Varianty
- SGMBSG-43 - první sériová verze

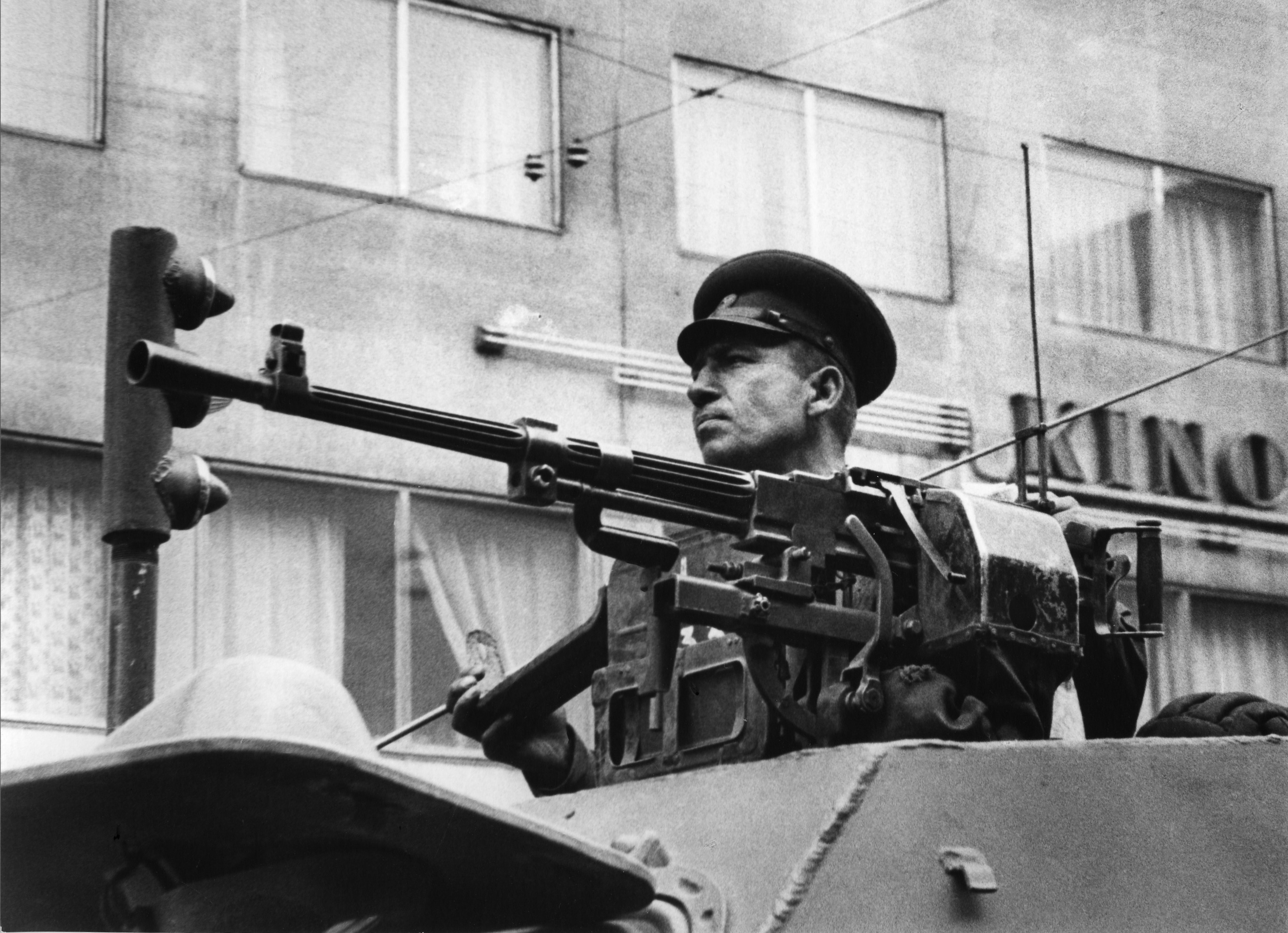
Obrněný transportér BRDM-1 během srpnové invaze v roce 1968 (na lafetě je verze SGMB).

- SGM - zmodernizovaný kulomet, byl osazený na „trojnožce.“
- SGMT - tankový kulomet
- SGMB - verze pro obrněné transportéry